# Устинова, Матрёна Андреевна
Матрёна Андреевна Устинова (1922—2015) — советский работник сельского хозяйства, Герой Социалистического Труда.

## Биография
Родилась 20 марта 1922 года в Советской России на территории нынешней Орловской области.
В 1939 году семья переехала на Кубань и поселилась в Тихорецком районе. Матрёна поступила работать в тракторную бригаду местного колхоза «Красное знамя» прицепщицей у тракториста-стахановца Карпа Мухина.
С началом Великой Отечественной войны она стала работать трактористкой самостоятельно, а после её окончания возглавила полеводческое звено по выращиванию зерновых культур. По итогам работы в 1948 году звеном Матрёны Устиновой был получен урожай пшеницы 32,1 центнера с гектара на площади 20 гектаров.
Указом Президиума Верховного Совета СССР от 16 апреля 1949 года за получение высоких урожаев пшеницы и табака в 1948 году Устиновой Матрёне Андреевне было присвоено звание Героя Социалистического Труда с вручением ордена Ленина и золотой медали «Серп и Молот».
В последующие годы звено М. А. Устиновой продолжало получать высокие урожаи зерновых.
После выхода на заслуженный отдых она проживала в районном центре — городе Тихорецке. Колхоз после распада СССР исчез, но героиню помнили. К каждому празднику и дню рождения  получала она приветственные адреса, поздравительные письма и открытки от глав города Тихорецка и Тихорецкого района, от Заксобрания Краснодарского и губернатора края. В семье росли дочь Зинаида и сын Анатолий. 
Умерла 2 июня 2015 года.